# Château de Teleborg
Le château de Teleborg (Teleborgs slott en suédois) est un château situé au bord du lac Trummen à quatre à cinq kilomètres du centre de la ville de Växjö en Suède.

## Description
Malgré son style médiéval, le château a été bâti en 1900 d'après les plans du cabinet d'architectes Lindvall & Boklund.  Il a été construit pour servir de cadeau de mariage de la part du comte Fredrik Bonde af Björnö à son épouse Anna Koskull. Dix-sept ans après sa construction, le couple est mort et le château est utilisé comme école de filles et location de logements. En 1964, la ville de Växjö rachète la demeure et le parc avoisinant à la famille Bonde, et de nos jours il est essentiellement utilisé pour les mariages, les divertissements et les conférences. L'université toute proche utilise également quelques parties du château.

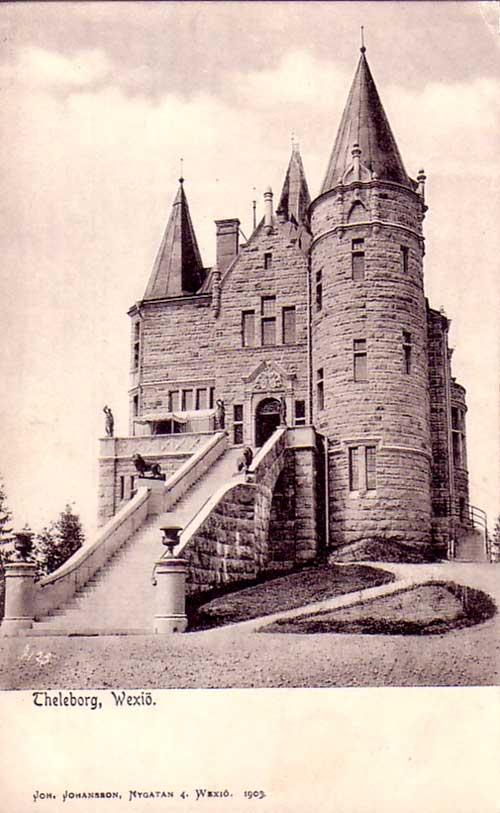
Le château en 1903.
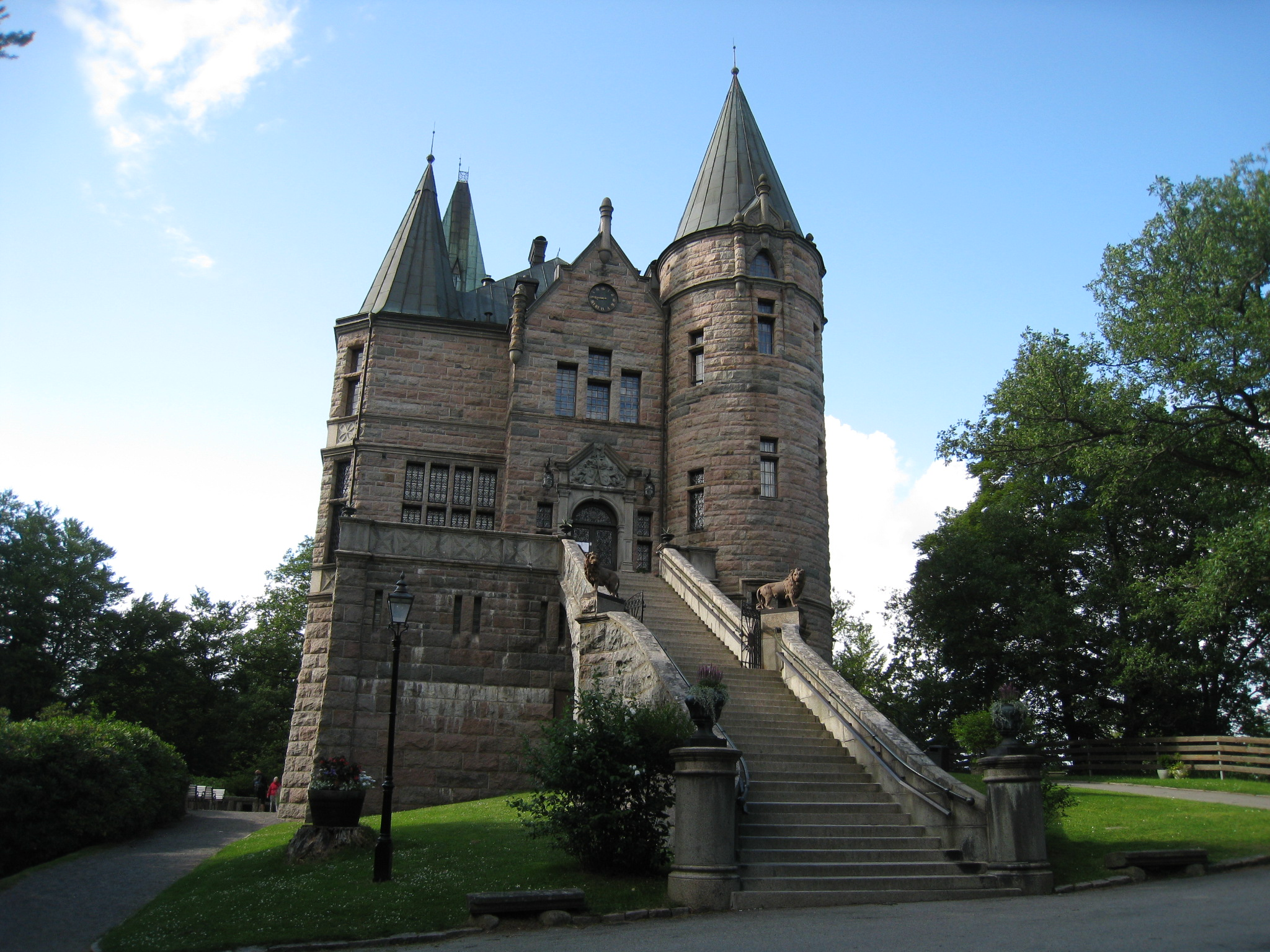
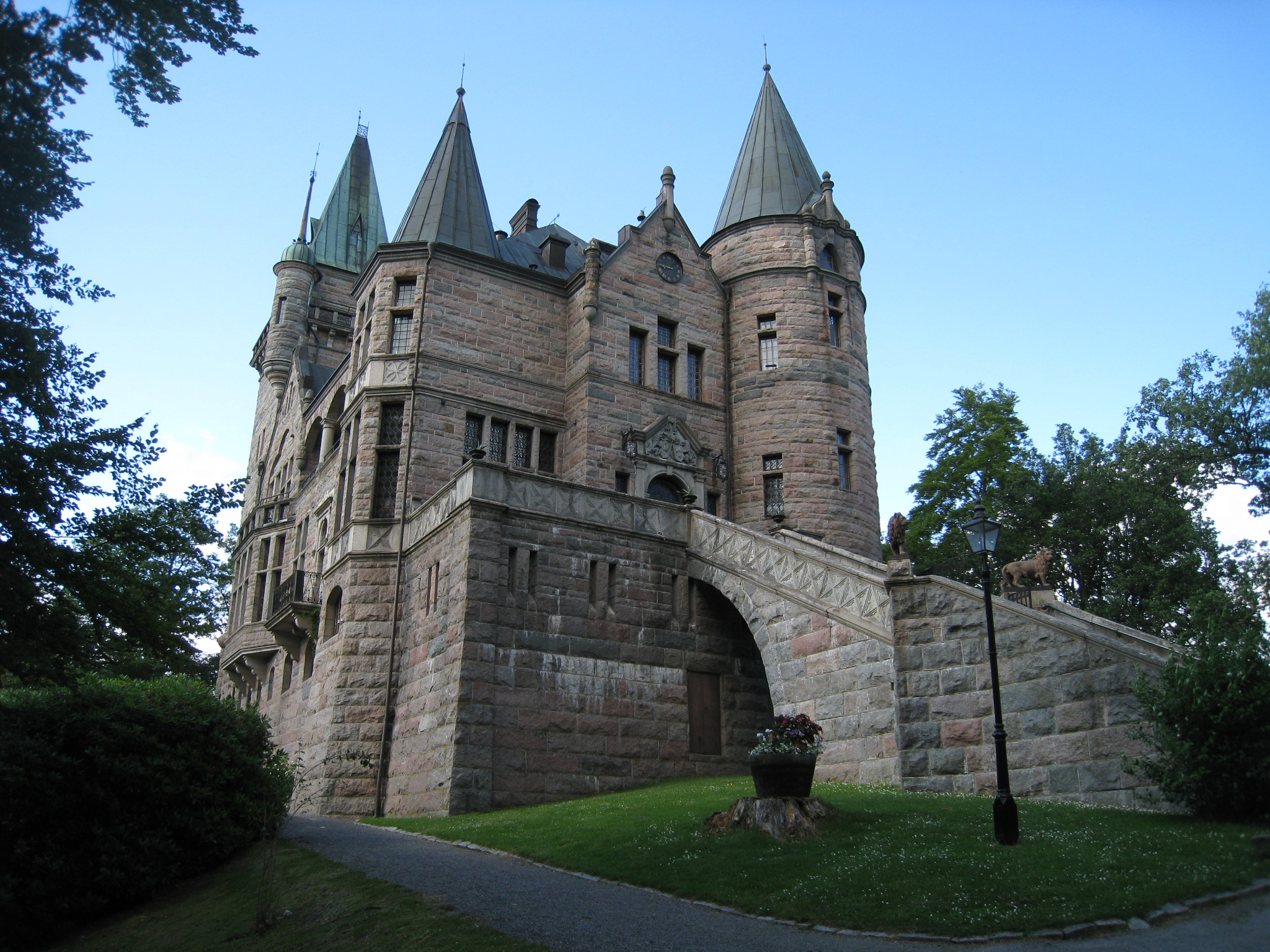
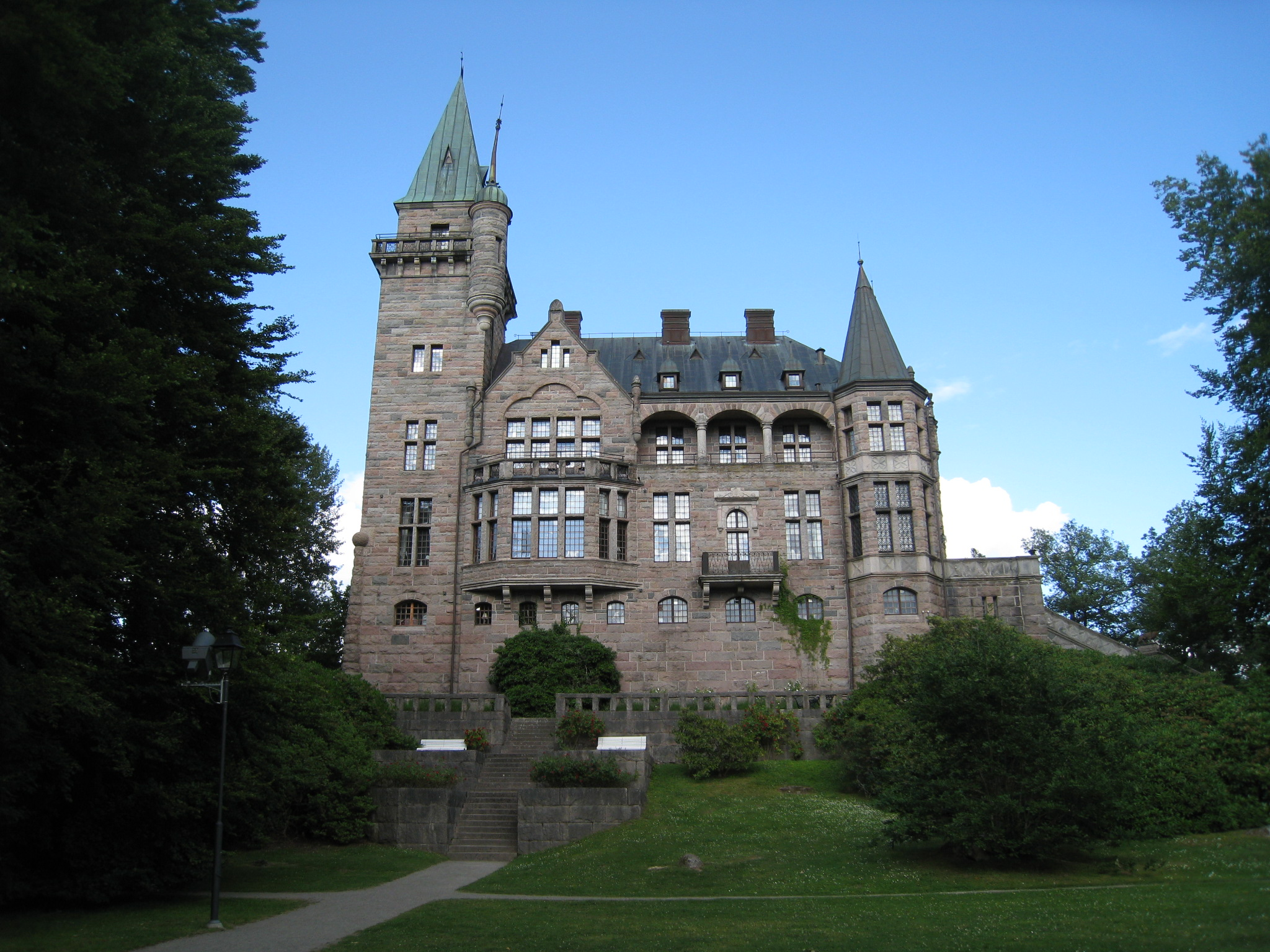
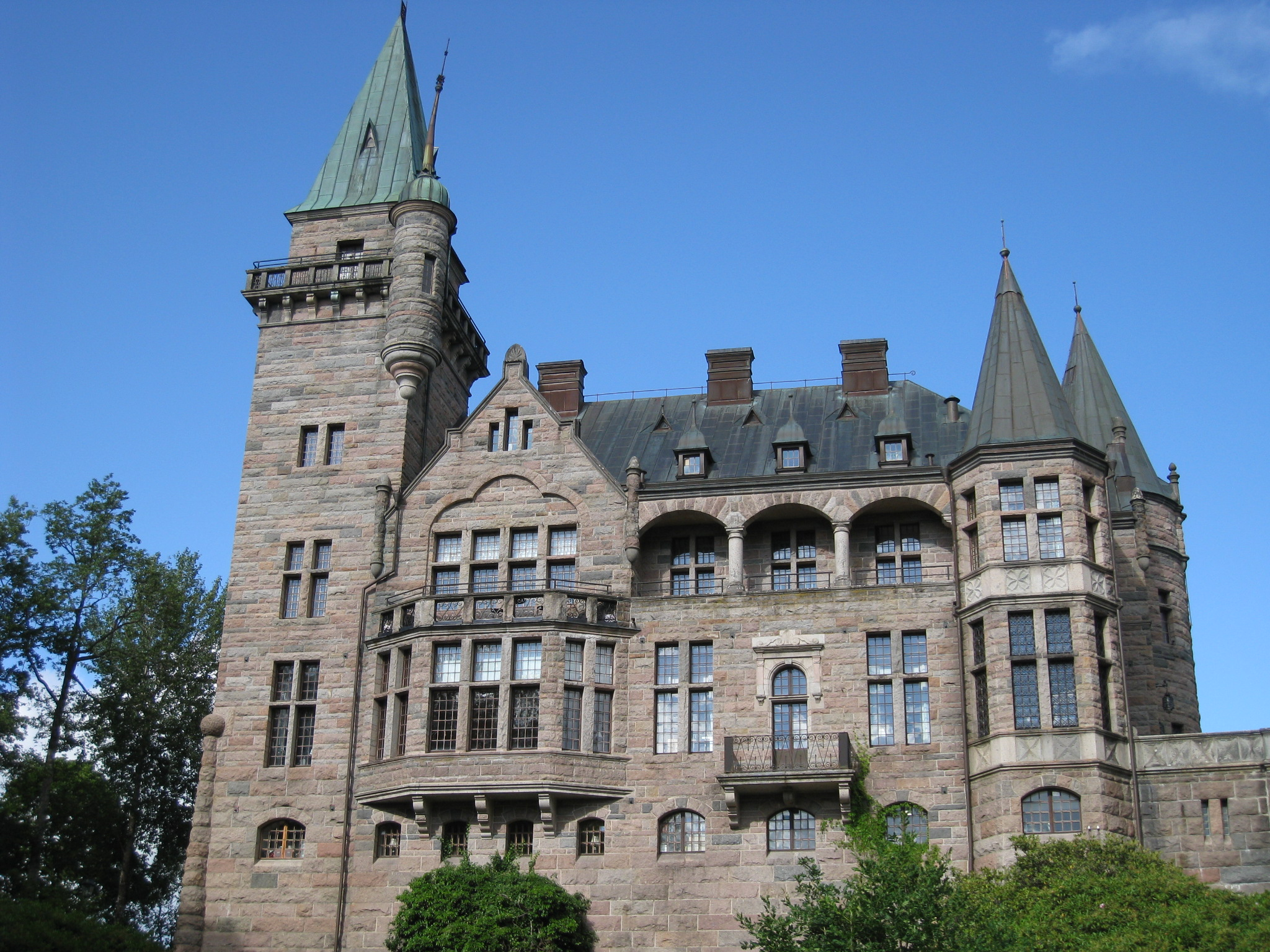